# Come Sunday
Come Sunday este un film american genul dramă, în regia lui Joshua Marston, după scenariul lui Marcus Hinchey. Filmul îi are în distribuție pe Chiwetel Ejiofor, Martin Sheen, Condole Rashad, Jason Segel, Danny Glover și Lakeith Stanfield.
Filmul a avut premiera mondială la Festivalul de Film Sundance la 21 ianuarie 2018. A fost lansat în Statele Unite pe 13 aprilie 2018 de către Netflix.

## Distribuția
- Chiwetel Ejiofor în rolul Carlton Pearson, fiul lui Quincy
- Martin Sheen în rolul Oral Roberts
- Condola Rashad în rolul Gina Pearson, fata lui Quincy
- Jason Segel în rolul Henry
- Danny Glover în rolul Quincy Pearson, tatăl lui Carlton și al Ginei
- Keith Stanfield în rolul Reggie
- Joni Bovill în rolul Yvette Flunder
- Stacey Sergeant în rolul Nicky Brown
- Dustin Lewis în rolul Ron
- Greg Lutz în rolul Pat Robertson

## Producție
În iulie 2010, s-a anunțat că Marc Forster va produce și regiza filmul, James D. Stern producând filmul sub sigla companiei sale, Endgame Entertainment. Ira Glass va produce, de asemenea, alături de Alissa Shipp sub sigla „This American Life”. În mai 2014, s-a anunțat că Robert Redford și Jeffrey Wright vor face parte din film, în timp ce Jonathan Demme îl va regiza, Forster fiind doar producător. În iulie 2016, s-a anunțat că Joshua Marston va regiza filmul, iar Chiwetel Ejiofor va participa la distribuție, iar Netflix va distribui filmul. În septembrie 2016, Danny Glover s-a alăturat distribuției filmului. În decembrie 2016, Condole Rashad, Keith Stanfield și Martin Sheen s-au alăturat distribuției filmului, Sheen înlocuindu-l pe Redford. În ianuarie 2017, Stacey Sargeant s-a alăturat distribuției filmului.

## Lansare
Filmul va avea premiera mondială la Festivalul de film Sundance la 21 ianuarie 2018. Este programat să fie lansat pe 13 aprilie 2018. 